# Friedrich von Bodenstedt
Friedrich Martin von Bodenstedt, född 22 april 1819 i Peine, död 18 april 1892 i Wiesbaden, var en tysk skald och översättare.
von Bodenstedt vistades 1841–1844 i Ryssland, Persien och Armenien med angränsande nejder, och var från 1854 anställd som akademisk lärare i München och tjänstgjorde 1866–1869 som teaterledare vid hovteatern i Sachsen-Meiningen. I sin populära, med versifikatorisk talang skrivna diktsamling Lieder des Mirza Schaffy (1851, har utkommit i över 300 upplagor), följde han den av Goethe och Rückert med flera efterbildade orientpoesin. Skrev också Tausend und ein Tag im Orient (1850), liksom en del skådespel och romaner. von Bodenstedt översatte även Shakespeares sonetter och vissa av dennes dramer till tyska, liksom han gjorde tolkningar av flera ryska och persiska diktare. Av Michail Lermontovs dikter är flera endast kända i von Bodenstedts versioner, då originalen förkommit.